# 乔斯·克里斯坦森
乔斯·克里斯坦森（英語：Joss Christensen，1991年12月20日—），美国男子自由式滑雪运动员。他曾代表美国参加2014年冬季奥林匹克运动会自由式滑雪比赛，获得男子坡面障碍技巧金牌。